# Hajndl
Hajndl – wieś w Słowenii, w gminie Ormož. 1 stycznia 2018 liczyła 119 mieszkańców.